# Kujō Hisatsune
Kujō Hisatsune (九条 尚経) (1468 - 1530), fils du régent Kujō Masamoto, est un noble de cour japonais (kugyō) de l'époque de Muromachi (1336–1573). Il exerce la fonction de régent kampaku pour l'empereur Go-Kashiwabara de 1501 à 1513. Son fils adoptif est Kujō Tanemichi.

## Source de la traduction
- (en) Cet article est partiellement ou en totalité issu de l’article de Wikipédia en anglais intitulé « Kujō Hisatsune » (voir la liste des auteurs).